# Cosmic Quantum Ray
Cosmic Quantum Ray é uma série de televisão de animação CGI alemã-francesa. A série estreou nos EUA em 5 de novembro de 2007 no Animania HD, depois em 2009 na Alemanha no canal KiKa
e depois em 10 de outubro de 2010 no The Hub (no final de 2014 juntou-se a Discovery Family). Também foi ao ar no Science Channel como parte de uma prévia desse último. A partir de 2019, a
série está sendo transmitida no canal Qubo. Foi produzido pelo grupo Moonscoop, Mike Young Productions, Method Films e Telegael Torenta.

## Produção
Embora produzido pela Kika da Alemanha e M6 da França, o programa foi escrito em inglês, supervisionado pelos principais roteiristas, co-produtores e vencedores do Emmy Pamela Hickey e Dennys McCoy. Em 2009, a série chegou a Nickelodeon, Disney e Cartoon Network para ganhar o Pulcinella Award de Melhor Série de TV. A série foi criada pelo cosmologista Dr. Mani Bhaumik. Hickey e McCoy que basearam todas as suas histórias em princípios e teorias da física quântica, e o Dr. Bhaumik (Criador Original) forneceu a matemática. O Cósmico Quantum Ray é uma aventura de comédia / ficção científica que, ao final de cada episódio, explica a física quântica associada com a história e/ou piadas que envolvem teorias sobre física.

## Enredo
A história é sobre o adolescente Robbie Shipton, que tem uma caixa de sapatos que leva à nona dimensão, lar de Quantum Ray. Juntamente com o Time Quantum, Robbie enfrenta bandidos espalhados por todo o universo, mas também passa tempo estudando. Lá, ele é atacado o tempo todo. Ele luta para enfrentar vários inimigos como o Doutor Brainhead e a Mother, um dos principais vilões.

## Elenco
- Ashleigh Ball - Allison
- Doron Bell - Lucas
- Richard Ian Cox - Chip Monahan
- Matt Hill - Scott
- Tom Kenny - Quantum Ray, Kronecker, Dr. Brainhead, Guy Gama
- Colin Murdock - Bucketworth
- Pauline Newstone - Contessa De Worm
- Samuel Vincent - Robbie Shipton, Justin
- Cathy Weseluck - Mãe Brainhead
- Chiara Zanni - Atee, Geecey

## Equipe Técnica
- Mani Bhaumik - Creador, Produtor Executivo
- Tatiana Chekhova - Produtor Executivo
- Mike Young - Produtor Executivo
- Andrew Young - Diretor
- Arnaud Bouron - Co-Diretor (França)
- Karl Willems - Diretor de Dublagem

## Episódios
| Episódeo                             |
| Ataques Allison!                     |
| Sliptilicus                          |
| Não foi nada                         |
| O que há com gravidade?              |
| Há um universo na cabeça de Scott!   |
| Dish of Doom de Olga                 |
| Chip Monahan: Alien Esquilo Mestre!  |
| O que é um Bucketworth?              |
| Eu, Robô                             |
| Já chegamos?                         |
| Estado Não-Real                      |
| Más Vibrações do Sr. Charme          |
| Comendo em Olga                      |
| Novo Animal da Allison               |
| Anéis de fogo                        |
| A volta do Alien Esquilo Mestre      |
| Hall da Fama                         |
| Aqui hoje, Ontem longe               |
| Piratas da matéria escura            |
| Selvagem, selvagem Buraco de Minhoca |
| Vamos jogar um jogo                  |
| Oh, mãe!                             |
| Gêmeos enrolados                     |
| Quantum Cósmico... Robbie!?          |
| O incrível encolhimento Ray          |
| Sra. Zootys                          |